# Joyce DiDonato
Pour les articles homonymes, voir DiDonato.
Joyce DiDonato, née Flaherty le 13 février 1969, est une mezzo-soprano américaine particulièrement connue pour ses interprétations des œuvres de Haendel, Mozart, Berlioz et Rossini. Elle a chanté dans de nombreux opéras dans le monde entier avec les meilleurs orchestres et s'est illustrée dans l'opéra baroque, dans le bel canto mais aussi dans l'opéra contemporain.

## Carrière
Joyce DiDonato fait ses débuts pendant la saison 1998-1999 en chantant avec plusieurs compagnies d'opéra régionales aux États-Unis. Son amour pour l'opéra vient des chanteurs qu'elle écoutait dans sa jeunesse comme Luciano Pavarotti ou Mirella Freni, et elle a bénéficié d'une solide formation musicale, notamment au programme d’apprentissage de Santa Fe, au programme des jeunes artistes du Grand Opéra de Houston et au programme Merola de l’Opéra de San Francisco de 1996 à 1998.
En 1998, elle tient le rôle principal d'une création contemporaine, Résurrection de Tod Machover au Houston Grand Opera. En 1999-2000, elle chante le rôle de Cherubino  dans Le nozze di Figaro  de Mozart à Santa Fé et le rôle d'Isabella dans L'italiana in Algeri de Rossini au New Israeli Opera.
Mais sa carrière internationale démarre avec son engagement à l'Opéra de Paris quand elle décroche après de multiples auditions le rôle de Rosine dans Il barbiere di Siviglia  en 2002. Un  critique note que "Brûlant les planches, Joyce DiDonato impose la rayonnante présence de Rosine". Elle sera Angelina dans la Cenerentola à l'Opéra Garnier quelques mois plus tard, aux côtés de Juan Diego Florez et c'est dans ce rôle avec le même partenaire qu'elle fait ses débuts à La Scala en 2005 puis débute également au Dutch National Opera dans Così fan tutte de Mozart et au Bayerische Staatsoper dans Jules César de Haendel dans le rôle de Sextus.
Depuis lors, elle est invitée dans le monde entier et devient une référence dans le répertoire baroque qu'elle considère comme "la plus pure et la plus transparente des musiques. Il s’agit du répertoire qui m’offre la plus grande liberté". Elle travaille régulièrement avec les plus grandes formations baroques comme les Europa Galante, Il Complesso barocco, Il Pomo d’Oro, The King's Consort et Les Talens lyriques. Elle apparaît régulièrement dans des récitals avec le New York Philharmonic, l'orchestre du Metropolitan Opera, Les Talens Lyriques notamment. Elle s'illustre dans les rôles d'Alcina de Haendel à la scène et en enregistrement, d'Idamante dans Idoménéo de Mozart, d'Ariodante de Haendel, de Théodora de Haendel, de Sextus dans la Clemenza de Tito ou encore Aggripina de Haendel. Plusieurs de ces représentations ont été données en version concert et en tournée mondiale.
Sa carrière se poursuit également dans le répertoire du bel canto avec quelques beaux rôles dans Rossini, tels que le rôle-titre de La donna del lago qu'elle aborde à Genève, à Paris, à New York ou celui de Semiramide.
Mais elle chante également Adalgisa dans Norma de Bellini au festival de Salzbourg, aux côtés de la soprano Edita Gruberova puis lors de l'ouverture de la saison au Metropolitan Opera aux côtés de Sondra Radvanovsky, Charlotte dans Werther aux côtés de Juan Diego Florez. Grande adepte de Berlioz, dont elle chanté dès ses débuts Benvenuto Cellini sous la direction de John Nelson, elle participe avec enthousiasme aux deux enregistrements d'Intégrales des Troyens et de la Damnation de Faust avec l'orchestre philharmonique de Strasbourg. Elle ne néglige pas pour autant l'opéra contemporain et participe à la reprise de l'opéra Jake Hegie, Dead Man Walking, en 2012 à Houston aux côtés de Frederica von Stade.
Elle est également partie prenante de projets musicaux collectifs et prend en 2011 le rôle de Sycorax dans The Enchanted Island (« L'Île enchantée ») au Metropolitan Opera, un pasticcio assemblé par William Christie et Jeremy Sams, avec des airs de Haendel, Vivaldi, Rameau et autres.
Elle enregistre de nombreux CD, souvent ses projets personnels mêlant des répertoires différents. Citons "In War and Peace", hymne à la paix contre toute violence, dont elle compose le programme, qui deviendra une tournée de récitals avec la formation Il Pomo d'Oro, pour protester contre les attentats de novembre 2015 ou son très récent "Eden" accompagné lui aussi d'une tournée en cours, dont le thème est celui de notre planète en péril.
Le 7 septembre 2013 elle est l'invitée principale de "The last night of  Proms » au Royal Albert Hall de Londres.
Le 14 juillet 2018 elle participe au Concert de Paris sur le Champ-de-Mars pour la fête nationale française.

## Discographie

### CD
- Berlioz : Benvenuto Cellini, Gregory Kunde, Benvenuto Cellini, Patrizia Ciofi, Teresa, Laurent Naouri, Balducci, Joyce DiDonato, Ascanio, Jean-François Lapointe, Fieramosca, Renaud Delègue, Le Pape Clément VII, Choeur de Radio France, Orchestre National de France,Dir.y John Nelson. 3 CD Warner classics Erato 2004 report 2011.
- Berlioz : La Damnation de Faust, Michael Spyres, Faust, Joyce DiDonato, Marguerite, Nicolas Courjal, Méphistophélès, Alexandre Duhamel, Brander, Les Petits Chanteurs de Strasbourg, Maitrise de l'Opéra national du Rhin, Orchestre philharmonique de Strasbourg, Dir. John Nelson. 2 CD + 1 DVD Warner classics 2019. Diapason d'or.
- Berlioz : Les Troyens, Michael Spyres (Énée), Marie-Nicole Lemieux (Cassandre), Joyce DiDonato (Didon), Stéphane Degout (Chorèbe), Chœurs de l'Opéra national du Rhin, Badischer Staatsopernchoir, Chœur philharmonique de Strasbourg, Orchestre Philharmonique de Strasbourg, dir. John Nelson. 4 CD + 1 DVD Warner Music/Erato. Enregistrement public réalisé en avril 2017. Diapason d'or, Choc de Classica.
- ’Diva Divo’, Airs d’opéras. Avec l’Orchestre et le Chœur de l’Opéra de Lyon & Kazushi Ono. Virgin Classics, 2011
- ’Drama Queens’, Airs royaux des 17e et 18e siècles de Haendel, Orlandini, Monteverdi, Keiser, Porta, Hasse, Cesti, Giacomelli, Haydn. Avec Il Complesso Barocco & Alan Curtis. Virgin Classics, 2012
- Haendel : ’Amor e gelosia’, Duos d’opéras. Avec Patrizia Ciofi, Il Complesso Barocco & Alan Curtis. Virgin Classics, 2004
- Haendel : ’Furore’, Airs d’opéras. Avec Les Talens Lyriques & Christophe Rousset. Virgin Classics, 2008
- Haendel : Ariodante. Avec Karina Gauvin, Marie-Nicole Lemieux, Topi Lehtipuu, Il Complesso Barocco & Alan Curtis. Virgin Classics, 2011
- Haendel : Radamisto. Avec Patrizia Ciofi, Maite Beaumont, Dominique Labelle, Zachary Stains, Carlo Lepore, Il Complesso Barocco & Alan Curtis. 3CD Virgin Classics, 2005
- Haendel : Agrippina, avec Franco Fagioli, Luca Pisaroni, Elsa Benoit, Jakub Józef Orliński, et l'Orchestre Il Pomo d'Oro, dirigé par Maxim Emelyanychev, 2004
- Jake Hegie : Dead Man Walking. Avec Frederica von Stade, Philip Cutlip, Measha Brueggergosman, Houston Grand Opera & Chorus & Patrick Summers. 2CD Virgin Classics, 2012
- Rossini : ’Colbran, The Muse’, Airs d’opéras. Avec l’Orchestre et le Chœur de l’Académie Nationale de Sainte Cécile & Edoardo Müller. Virgin Classics, 2010
- Rossini : Stabat Mater, avec Anna Netrebko, Lawrence Brownlee, Ildebrando d'Arcangelo ; et l’Orchestre et le Chœur de l’Académie Nationale de Sainte Cécile & Antonio Pappano. EMI Classics, 2010
- Schubert: Winterreise, avec Yannick Nézet-Séguin. ERATO, 2021
- Vivaldi : Ercole sul Termodonte. Avec Rolando Villazón, Patrizia Ciofi, Diana Damrau, Vivica Genaux, Philippe Jaroussky, Topi Lehtipuu, Europa Galante & Fabio Biondi. Virgin Classics, 2010
- In War and Peace, Harmony through Music,  airs de Georg Friedrich Haendel, Emilio de Cavalieri, Henry Purcell, Carlo Gesualdo, Joyce DiDonato et l'ensemble Il Pomo d’Oro de Maxim Emelyanychev. ERATO 2017
- Eden, Joyce DiDonato et l'ensemble Il Pomo d’Oro de Maxim Emelyanychev. ERATO 2022. Ce CD vient de remporter l'Opus Klassik de l'enregistrement de l'année.
- Theodora (Haendel), Maxim Emelyanychev (Chef d'orchestre), Joyce DiDonato, Lisette Oroposa, Michael Spyres, Il Pomo D'Oro, Album Theodora HWV 68 (intégrale) (2021) Label ERATO (5054197177910)
- Berlioz, Cléopatre, Roméo et Juliette, Joyce DiDonato, Cyrille Dubois, Christopher Maltman, Choeur de l'OnR, Orchestre philharmonique de Strasbourg, dir. John Nelson. 2 CD Warner classics 2023. Choc de Classica

### DVD
- Haendel : Hercules Avec William Shimell, Toby Spence, Ingela Bohlin, Malena Ernman,  chœur et orchestre Les Arts Florissants direction William Christie, Mise en scène Luc Bondy,  Bel Air Classiques,  2005
- Massenet : Cendrillon. Avec Église Guttierez, Alice Coote, Ewa Podles, Jean-Philippe Laffont, Chorus & Orchestra of the Royal Opera House & Bertrand De Billy. Mise en scène de Laurent Pelly. Virgin Classics, 2012.
- Rossini : Le Barbier de Séville. Avec Juan Diego Flórez, Pietro Spagnoli, Ferruccio Furlanetto, Alessandro Corbelli, Orchestra of the Royal Opera House Covent Garden & Antonio Pappano. Mise en scène de Moshe Leiser & Patrice Caurier. Virgin Classics, 2010
- Rossini : Le Comte Ory. Avec Juan Diego Flórez, Diana Damrau, Stéphane Degout, Michele Pertusi, The Metropolitan Opera Orchestra & Maurizio Benini. Mise en scène de Bartlett Sher. Virgin Classics, 2012
- Bellini : I Capuletti e I Montecchi. Avec Olga Kulchynska, Benjamin Bernheim, Roberto Lorenzi, Alexei Botniarciuc, Gieorgij Puchalski, Philharmonia Zürich, Chor der Oper Zürich, direction Fabio Luisi. Mise en scène de Christof Loy. Accentus Music, 2016